# Karl-Johan Karlsson

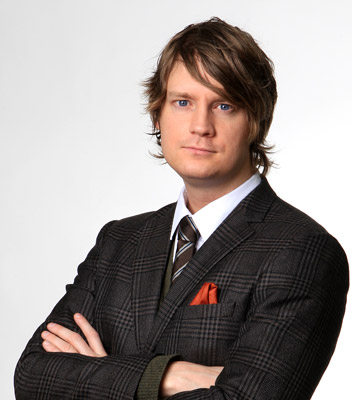
Karl-Johan Karlsson.

Karl-Johan Karlsson, född 1979, är en svensk journalist, författare och politisk tjänsteman. Karlsson var tidigare politisk reporter på Expressen och krönikör på GT innan han anställdes som mediestrateg i Centerpartiet.
Karlsson författade 2005, under sin tid som student på en journalistutbildning, en rapport där han kritiserade Sveriges Televisions bevakning av presidentvalet i USA 2004. Karl-Johan Karlsson och författaren Johan Norberg skrev om rapportens innehåll på Svenska Dagbladets debattsida Brännpunkt. Artikeln bemöttes av Jan Axelsson, enhetschef för SVT Nyheter & Samhälle. 2006 började Karlsson på SVT, som redaktör för Nätkollen, en underavdelning till SVT:s valsajt. Senare samma år började han på Expressen.
Karl-Johan Karlsson avslöjade i oktober 2010 den så kallade Arkelstenaffären, där det framkom att moderaternas partisekreterare Sofia Arkelsten låtit sig bjudas på en resa till Frankrike av Shell.
Karl-Johan Karlsson nominerades 2011 till journalistpriset Guldkrattan. Han drev under sin studietid den politiska bloggen Högkvarteret. När Resumé 2007 listade Almedalsveckans 99 mäktigaste personer kom Karlsson på plats 90.  Han har studerat vid Stureakademin.
I augusti 2012 kom Karl-Johan Karlsson ut med boken En misstänkt liten kanelgiffel. I boken följer Karlsson den bipoläre mannen Herman Wicksell under flera år.